# Rainer Osselmann
Rainer Osselmann (* 25. Juli 1960 in Duisburg; † 23. April 2023 in Amtzell) war ein deutscher Wasserballspieler.
Osselmanns Eltern waren beide Olympiateilnehmer, seine Mutter Birgit Klomp als Schwimmerin, sein Vater Friedhelm Osselmann als Wasserballer. Wie sein Vater war auch Rainer Osselmann beim ASC Duisburg aktiv, mit dem er 1989 den Pokalwettbewerb gewann.
1979 debütierte Rainer Osselmann in der deutschen Nationalmannschaft, 1981 wurde er Europameister in Split, 1982 belegte die deutsche Mannschaft den dritten Platz bei der Weltmeisterschaft in Guayaquil. Bei den Olympischen Spielen 1984 in Los Angeles gehörten die deutschen Wasserballer zu den Mitfavoriten. Mit dem Gewinn der Bronzemedaille hinter den Jugoslawen und den amerikanischen Gastgebern gelang ihnen der einzige olympische Medaillengewinn nach 1945.
1985 belegte die deutsche Mannschaft den dritten Platz bei der Europameisterschaft. Nach dem sechsten Rang bei der Weltmeisterschaft 1986 erreichte die Mannschaft bei der Europameisterschaft 1987 den vierten Platz. Ebenfalls den vierten Platz belegte die deutsche Mannschaft bei den Olympischen Spielen 1988 in Seoul. 1989 wurden die deutschen Wasserballer in Bonn Europameister, wobei Rainer Osselmann in der Verlängerung das Siegtor gegen Jugoslawien per Distanzschuss gegen den jugoslawischen Weltklasse-Torwart Alexander Sostar erzielte. Insgesamt spielte der Stürmer in 312 Länderspielen für die deutsche Nationalmannschaft.
Nach Querelen mit dem Verband beendete Osselmann seine Laufbahn nach der Weltmeisterschaft in Perth 1991 und verzichtete so auf eine weitere Olympiateilnahme ein Jahr später in Barcelona. Danach spielte er noch etliche Jahre bei seinem Stamm-Verein ASC Duisburg in der Bundesliga, wo er nach dem Ende der aktiven Laufbahn im Leistungssport das Amt des sportlichen Leiters übernahm.
Rainer Osselmann war Geschäftsführer der Software-Firma Hammes Software in Duisburg.